# دایی (مجموعه تلویزیونی)
دایی (کره‌ای: 엉클؛ انگلیسی: Uncle) یک مجموعه تلویزیونی محصول کره جنوبی سال ۲۰۲۱ با بازی اوه جونگ سه، جون هه جین، لی کیونگ هون، پارک سون یونگ، لی سانگ وو و لی شی وون است. این مجموعه دربارهٔ یک دایی است که در میان تبعیض آشکار از خواهرزاده‌اش محافظت می‌کند. دایی از ۱۱ دسامبر ۲۰۲۱ تا ۳۰ ژانویه ۲۰۲۲، روزهای شنبه و یکشنبه ساعت ۲۱:۰۰ (کی‌اس‌تی) از تی‌وی چوسان برای ۱۶ قسمت پخش شد.

## بازیگران

### اصلی
- اوه جونگ سه در نقش وانگ جون هیوک[۴]
- جون هه جین در نقش وانگ جون هی، خواهر بزرگتر جون هیوک[۱۰]
- لی کیونگ هون در نقش مین جی هو، پسر جون هی و خواهرزاده جون هیوک[۸]
  - جونگ سو بین در نقش بزرگسالی مین جی هو[۱۱][۱۲]
- پارک سون یونگ در نقش پارک هه ریونگ[۱۰]
- لی سانگ وو در نقش جو کیونگ ایل[۱۰]
- لی شی وون در نقش سونگ هوا اوم[۱۳]